# 윌리엄 F. 프리드먼
윌리엄 프레더릭 프리드먼(William Frederick Friedman, 1891년 9월 24일 ~ 1969년 11월 12일)은 미군 암호학자였다. 그는 미군 암호해독 기관인 비밀정보국(SIS·Secret Intelligence Service)에서 일했고, 1950년대까지 그 일을 해왔다. 프리드먼은 1930년대 초반에 그의 휘하에 있던 프랭크 로렛과 함께 일본의 퍼플 암호를 해독해 내었다. 퍼플 암호를 해독함으로써 2차 세계대전 때의 일본의 극비 외교 사안을 파악할 수 있게 되었다. 그는 1920년 일치 반복률과 암호 응용이라는 근대 암호의 기초 논문을 발표했다.

## 같이 보기
- 암호학